# Unterfranken
Unterfranken (of Neder-Franken) is zowel een Bezirk als een Regierungsbezirk (regio) van Beieren, een deelstaat van Duitsland.

## Geografie
Aangrenzende Regierungsbezirke of deelstaten in wijzerzin zijn:
- in het noorden: Regierungsbezirk Kassel en deelstaat Thüringen
- in het oosten: Regierungsbezirk Oberfranken en Regierungsbezirk Mittelfranken
- in het zuiden: Regierungsbezirk Stuttgart en Regierungsbezirk Karlsruhe
- in het westen: Regierungsbezirk Darmstadt

## Politiek

### Parlement (Bezirkstag)

#### Verkiezingsuitslagen
| Verkiezing ↓ Zetels \ Partij → | CSU | B'90/GR | SPD | FW | AfD | FDP | Linke |
| ------------------------------ | --- | ------- | --- | -- | --- | --- | ----- |
| 14 oktober 2018                | 10  | 4       | 3   | 3  | 2   | 1   | 1     |

#### President
Erwin Dotzel (CSU) is sinds 30 januari 2007 Bezirkstagspresident.

### Indeling
Unterfranken wordt gevormd door 9 Landkreise en 3 Kreisfreie steden.
Landkreise
1. Aschaffenburg
2. Bad Kissingen
3. Haßberge
4. Kitzingen
5. Main-Spessart
6. Miltenberg
7. Rhön-Grabfeld
8. Schweinfurt
9. Würzburg

Kreisfreie Städte
1. Aschaffenburg
2. Schweinfurt
3. Würzburg